# Toxonprucha minuscula
Toxonprucha minuscula är en fjärilsart som beskrevs av Walker 1865. Toxonprucha minuscula ingår i släktet Toxonprucha och familjen nattflyn. Inga underarter finns listade i Catalogue of Life.